# نايجل هاريس (اقتصادي)
نايجل هاريس (بالإنجليزية: Nigel Harris)‏ هو اقتصادي بريطاني، ولد في 1935.